# Wolfgang Franke (Sinologe)
Wolfgang Franke (* 24. Juli 1912 in Hamburg; † 6. September 2007 in Berlin) war ein deutscher Sinologe.

## Leben
Wolfgang Franke war der Sohn des Sinologen Otto Franke. Er studierte ab 1930 Sinologie in Berlin, später in Hamburg bei Fritz Jäger. 1935 wurde er mit einer Arbeit über die Reformversuche des K'ang Yu-wei im Jahre 1898 promoviert. Von 1937 bis 1945 war er als Wissenschaftlicher Mitarbeiter am Deutschland-Institut in Peking tätig.
Nach Kriegsende wurde er Professor zunächst an der Sichuan-Universität und der privaten West-China-Union-University (WCUU) in Chengdu (Provinz Sichuan) und dann an der Universität Peking.
Nach 13 Jahren in China kehrte er am 24. Juli 1950 nach Deutschland zurück und wurde auf den Lehrstuhl für Sinologie an der Universität Hamburg berufen und war zudem Direktor des Seminars für Sprache und Kultur China. Er war der vierte Inhaber des Lehrstuhls für Sinologie und damit Nachfolger seines Vaters Otto Franke, der den Lehrstuhl 1910 eingerichtet hatte. 1977 wurde Wolfgang Franke emeritiert und zog nach Kuala Lumpur, Malaysia, wo er als Emeritus an der Universität lehrte. Später lebte er bei seiner Tochter in Berlin.
Er war seit 1945 mit Hu Chün-yin verheiratet. Aus der Ehe gingen eine Tochter und ein Sohn hervor.

## Wirken
Er galt international als China-Kenner und wurde aufgrund seiner persönlichen Kontakte in China zu einem Drehpunkt der internationalen Chinaforschung. Er engagierte sich in verschiedensten nationalen und internationalen Gremien zu China- und Asienstudien und war Mitglied des Universitätsklubs der Universität Hamburg.
Maßgebende Werke von Franke auf Deutsch waren Schriften wie „Das Jahrhundert der chinesischen Revolution. 1851–1949“ aus dem Jahre 1958, „China und das Abendland“ aus dem Jahr 1962 und das „China-Handbuch“ aus dem Jahr 1974 sowie seine zweibändige Autobiographie „Im Banne Chinas (Teil I: 1912–1950)“ und „Im Banne Chinas (Teil II: 1950–1998)“. Darüber hinaus beschäftigte er sich ab Mitte der 60er Jahre intensiv mit den Auslandschinesen in Südostasien und sammelte darüber epigraphisches Material. Die Ergebnisse seiner Forschungen wurden für Malaysia 1983–1987, Indonesien 1997 und Thailand 1998 in mehreren Bänden auf Englisch herausgegeben (siehe Schriften).

## Schriften
- Chinas kulturelle Revolution. Die Bewegung vom 4. Mai 1919. Oldenbourg, München 1957.
- Das Jahrhundert der chinesischen Revolution 1851–1949. Oldenbourg, München 1958; 2. Auflage München 1980.
- China und das Abendland. Vandenhoeck & Ruprecht, Göttingen 1962.
- An Introduction to the Sources of Ming History. Kuala Lumpur, Singapore 1968.
- (Hrsg.): China-Handbuch. Bertelsmann-Universitätsverlag, Düsseldorf 1974, ISBN 3-571-09000-4.
- Chinese Epigraphic Materials in Malaysia. 3 Bände. Kuala Lumpur 1983–1987.
- Reisen in Ost- und Südostasien 1937–1990. Zeller, Osnabrück 1998, ISBN 3-535-02492-7.
- Chinese Epigraphic Materials in Indonesia. 3 Bände. Singapur Vol.1 1988, Vol. 2 + 3 1997 ISBN 9971-936-10-0 + ISBN 9971-936-11-9.
- Chinese Epigraphic Materials in Thailand. Taipei 1998. ISBN 957-17-1761-4

Autobiographie
- Im Banne Chinas. Autobiographie eines Sinologen 1912–1950. Projektverlag, Bochum 1995, ISBN 978-3-928861-95-3. (Edition Cathay, Band 11.)
- Im Banne Chinas. Autobiographie eines Sinologen 1950–1998. Projektverlag, Bochum 1999, ISBN 978-3-89733-039-9. (Edition Cathay, Band 48.)